# Verhnea Stînava, Strîi
Verhnea Stînava (în ucraineană Верхня Стинава) este o comună în raionul Strîi, regiunea Liov, Ucraina, formată numai din satul de reședință.

## Demografie
Componența lingvistică a comunei Verhnea Stînava
     Ucraineană (99,9%)
     Alte limbi (0,1%)
Conform recensământului din 2001, majoritatea populației comunei Verhnea Stînava era vorbitoare de ucraineană (99,9%), existând în minoritate și vorbitori de alte limbi.